# Aleksandar Radosavljevič
Aleksandar Radosavljevič (Kranj, 25 aprile 1979) è un ex calciatore sloveno, di origine serba, di ruolo centrocampista.

## Palmarès

### Club

#### Competizioni nazionali
- Pervyj divizion: 1

Sinnik: 2007